# Střimice
Střimice (Striemitz en allemand) est un ancien village dans le district de Most dans la Région d'Ústí nad Labem en République tchèque. Le village se situait à environ 1,5 km au nord-ouest de Most. La communauté disparut dans les années 1950 à la suite de l'expansion de l'exploitation minière sur le territoire de la commune.